# Seymour Hersh
Seymour Myron Hersh (* 8. dubna 1937 Chicago) je americký investigativní novinář.
Narodil se v rodině Litevských Židů, žijících v USA od roku 1921 a provozujících čistírnu. Vystudoval historii na Chicagské univerzitě, pracoval pro obchodní řetězec Walgreens. Práci v médiích zahájil sbíráním policejních zpráv, pak založil vlastní noviny Evergreen Reporter, od roku 1963 pracoval pro agentury United Press International a Associated Press. V roce 1965 pořídil exkluzivní rozhovor s Martinem Lutherem Kingem.
Byl odpůrcem vietnamské války a v roce 1968 se podílel na prezidentské kampani Eugena McCarthyho. Jako první popsal masakr v My Lai. Po jeho odhaleních, že americká kontrarozvědka nezákonně sledovala protiválečné aktivisty (Operace CHAOS), rezignoval James Angleton. Pro The New York Times zpravodajsky pokrýval aféru Watergate. Byl velkým kritikem ministra zahraničí Henryho Kissingera, o jehož kariéře napsal bestseller The Price of Power. Zabýval se tajným projektem Azorian, sestřelením korejského letadla nad sovětským územím, finančními machinacemi Manuela Noriegy nebo únosem Mordechaje Vanunu. Kritizoval nálet na súdánskou farmaceutickou továrnu aš-Šifá. Publikoval zprávy o týrání zadržených v Centrální bagdádské věznici a obvinil americkou vládu, že zatajila skutečné okolnosti smrti Usámy bin Ládina. Zpochybnil rovněž tvrzení, že chemické útoky v Ghútě nařídil Bašár al-Asad.
V roce 1970 získal Pulitzerovu cenu. Také mu byla udělena Cena Sama Adamse a pětkrát Cena George Polka. Vydal autobiografii Reporter: A Memoir.
Seymour Hersh patří k nejznámějším americkým novinářům, je však také kritizován pro náklonnost k efektním konspiračním teoriím a pro časté spoléhání na anonymní zdroje, jejichž tvrzení se nedají ověřit. S odkazem na údajné anonymní zdroje z okolí americké vlády napsal zprávu, v níž viní vládu Spojených států ze zničení potrubí plynovodů NordStream I a NordStream II. V jednom ze svých článků k tématu také odkazoval na údajný postoj představitelů Československa, které ale zaniklo již v roce 1992. Podle jeho dalšího nijak nedoloženého tvrzení Volodymyr Zelenskyj zpronevěřil 400 milionů dolarů z americké pomoci Ukrajině.